# Explorer of the Seas
Die Explorer of the Seas ist ein Kreuzfahrtschiff der Royal Caribbean International. Mit einer Länge von 311,1 m zählte es viele Jahre zu den größten Kreuzfahrtschiffen der Welt. Das Schiff zählt zur Voyager-Klasse und hat vier Schwesterschiffe. Es fährt unter der Flagge der Bahamas. Seine Jungfernreise begann am 28. Oktober 2000 in Miami.

## Schwesterschiffe
Die Voyager-Klasse besteht aus der Explorer of the Seas und den vier Schwesterschiffen Adventure of the Seas, Mariner of the Seas, Navigator of the Seas und Voyager of the Seas.

## Zwischenfälle

### 2006
Anfang 2006 kam es an Bord des Schiffes zu Infektionen mit dem Norovirus. Am 28. Februar wurde ein Ausbruch des Virus gemeldet. 243 Passagiere und 19 Besatzungsmitglieder erkrankten. Zu einer erneuten Infektion, bei der 117 Passagiere und 15 Besatzungsmitglieder erkrankten, kam es am 28. April des Jahres.

### 2012
Am 14. September 2012 stieß die Norwegian Star mit der Explorer of the Seas im Hafen von Bermuda zusammen, nachdem Festmacherleinen der Norwegian Star bei starkem Wind gebrochen waren. Beide Schiffe konnten ihre Reise anschließend fortsetzen.

### 2014
Im Januar 2014 wurde eine zehntägige Karibik-Kreuzfahrt abgebrochen, da 281 Passagiere und 22 Besatzungsmitglieder an einem Magen-Darm-Virus erkrankten.
Am Morgen des 3. November 2014 wurde die Explorer of the Seas gegen 5 Uhr Ortszeit von mehreren Wellen mit einer Höhe von 6 bis 12 Metern getroffen, als sich das Schiff auf dem Weg von Bayonne nach St. Maarten befand. Dabei wurden zwei Rettungsboote auf das Promenadendeck gedrückt und dabei schwer beschädigt. Bei dem Vorfall wurde niemand verletzt. Wasser, welches in das Schiff eindrang, ließ Fahrstühle an Bord ausfallen.